# Farsø Kommune
| Strukturdaten   | Strukturdaten    |
| --------------- | ---------------- |
| Verwaltungssitz | Farsø            |
| Fläche          | 201,32 km²       |
| Einwohner       | 8099 (2004)      |
| Kommune 2007    | Vesthimmerland   |
| Website         | www.farsoekom.dk |

Farsø Kommune war bis 2007 eine Kommune in Nordjütland im nördlichen Dänemark. Sie war 1970 aus dem Zusammenschluss folgender Kirchspielsgemeinden entstanden, die ihrerseits Teile von Landgemeinden waren:
- Ullits und Fovlum (Landgemeinde Ullits-Fovlum)
- Vester Hornum, Hyllebjerg und Flejsborg (Landgemeinde Vester Hornum-Hyllebjerg-Flejsborg)
- Lovns und Alstrup (Landgemeinde Lovns-Alstrup)
- Strandby und Farsø (Landgemeinde Strandby-Farsø)
- ein kleiner Teil von Vesterbølle, dessen Hauptteil sich Aalestrup anschloss

Die Kommune liegt am Limfjord, bei Strandby befindet sich der bedeutende archäologische Fundplatz Ertebølle. Nachbarkommunen waren im Norden Løgstør, im Osten Aars und im Süden Aalestrup. Bei der Kommunalreform 2007 wurde Farsø mit diesen zur neuen Kommune Vesthimmerland fusioniert.